# Américo Rodríguez
Américo Jonás Rodríguez Ramos o Américo Rodríguez (19 de diciembre de 1989, Monclova, Coahuila, México) es un futbolista mexicano, que juega como delantero. Actualmente está en el Club Deportivo De Los Altos.

## Clubes
| Club                              | País   | Año             |
| --------------------------------- | ------ | --------------- |
| Tigres UANL                       | México | 2010 - 2012     |
| Real Saltillo Soccer              | México | 2012 - 2013     |
| Union de Curtidores               | México | 2013            |
| Loros de la Universidad de Colima | México | 2013            |
| Club Deportivo De Los Altos       | México | 2014 - Presente |